# Volcán Chingo
Chingo es un volcán de 1775 m s. n. m. que marca la frontera entre Guatemala y El Salvador. Se sitúa en los municipios de Atescatempa y Jeréz, departamento de Jutiapa, Guatemala, y el municipio de Chalchuapa, departamento de Santa Ana, El Salvador. Está cubierto de bosques y maleza, pero para marcar la división entre los dos países, las inmediaciones del cráter se mantienen recortadas. En la cima hay un monumento que marca la frontera entre Guatemala y El Salvador.
Es un cono bien formado, del que no tiene registradas erupciones en siglos recientes y que por eso se conoció durante mucho tiempo como Cerro Chingo.
Desde el volcán se puede observar parte de El Salvador, el Lago de Güija que también es fronterizo, la costa sur y algunos volcanes del oriente del país tales como el Volcán Suchitán.

## Creación del departamento de Jutiapa en Guatemala
La República de Guatemala fue fundada por el gobierno del presidente capitán general Rafael Carrera el 21 de marzo de 1847 para que el hasta entonces Estado de Guatemala pudiera realizar intercambios comerciales libremente con naciones extranjeras.  El 25 de febrero de 1848 la región de Mita fue segregada del departamento de Chiquimula, convertida en departamento y dividida en tres distritos: Jutiapa, Santa Rosa y Jalapa.  Específicamente, el distrito de Jutiapa incluyó a Jutiapa como cabecera, y a la región que ocupa el volcán Chingo, entre otras.

## Reuniones presidenciales de Chingo
En las proximidades del volcán Chingo se efectuaron dos célebres reuniones de los Presidentes de El Salvador y Guatemala:
- La primera reunión presidencial de Chingo la efectuaron a fines de 1873 los Presidentes de Guatemala Rufino Barrios y de El Salvador Santiago González, y en ella acordaron invadir Honduras para derrocar al Presidente de ese país, Céleo Arias. En ejecución de los acuerdos tomados en Chingo, en enero de 1874 fuerzas guatemaltecas y salvadoreñas atacaron Comayagua y sustituyeron a Arias por el general Ponciano Leiva, más favorable a la política liberal y anticlerical del Presidente de Guatemala.[cita requerida]
- La segunda reunión presidencial de Chingo la efectuaron en febrero de 1876 los Presidentes de Guatemala Rufino Barrios y de El Salvador Andrés Valle, y este propuso acudir conjuntamente en auxilio del Presidente hondureño Ponciano Leiva, que enfrentaba una sublevación dirigida por el general José María Medina. Sin embargo, Barrios se opuso a la idea y en su lugar se acordó el 15 de febrero dar respaldo militar al doctor Marco Aurelio Soto Martínez para intervenir en la guerra civil hondureña. El gobernante salvadoreño no cumplió ese pacto, ya que el mismo 15 de febrero envió tropas en ayuda de Leiva, lo cual puso a Guatemala y a El Salvador al borde de la guerra e hizo fracasar la conferencia unionista que en esos momentos estaban celebrando todos los países centroamericanos en la ciudad de Guatemala. El 27 de marzo estalló el conflicto, que concluyó a fines de abril con la victoria de Guatemala, la caída de Andrés Valle y la proclamación de Rafael Zaldívar como nuevo Presidente de El Salvador. En Honduras, las tropas de Medina lograron derrotar a las del Presidente Leiva, ocupar Comayagua y proclamar como nuevo gobernante a Crescencio Gómez.[cita requerida]